# Six Mile Lake, Ontario
Six Mile Lake är en sjö i Kanada.   Den ligger i District Municipality of Muskoka och provinsen Ontario, i den sydöstra delen av landet, 300 km väster om huvudstaden Ottawa. Six Mile Lake ligger 185 meter över havet. Arean är 11,5 kvadratkilometer. Den sträcker sig 7,4 kilometer i nord-sydlig riktning, och 6,0 kilometer i öst-västlig riktning.